# モンコントゥール (コート＝ダルモール県)
モンコントゥール （Moncontour）は、フランス、ブルターニュ地域圏、コート＝ダルモール県のコミューン。

## 概要
サン＝ブリユーの南東約25kmのところにある。
プティット・シテ・ド・カラクテール（fr、人口6000人以下の自治体の真正性、そして一種の多様な遺産に脚光をあてることを目指すブランド）や、フランスの最も美しい村に登録されている。

## 人口統計
| 1962年 | 1968年 | 1975年 | 1982年 | 1990年 | 1999年 | 2006年 | 2011年 |
| ------ | ------ | ------ | ------ | ------ | ------ | ------ | ------ |
| 1233   | 1187   | 1149   | 1014   | 901    | 865    | 935    | 943    |

参照元:1999年までEHESS、2000年以降INSEE

## 史跡
コミューンには歴史文化財が9箇所ある
- サン・マテュラン教会 - 1889年登録[5]
- 旧ケルジェギュ邸[6]
- 旧ヴェイエ・デュフレッシュ邸 - 亜麻布の販売業者間協定の重要な指導者であったジャン・バティスト・ヴェイエ・デュフレヌの依頼で建てられた[7]。
- 旧司祭館[8]
- ドクトゥール・サゴリー通りにある2軒の住宅群[8]
- クレジウー邸[9]
- タンプル通りにある18世紀の切妻壁の住宅[10]
- モニェ塔と15世紀の城壁の遺跡[11]
- フォーブル・サン・ジャン門、またはサン・ジャンの間道は、14世紀の町の防衛設備の一部である[12]。

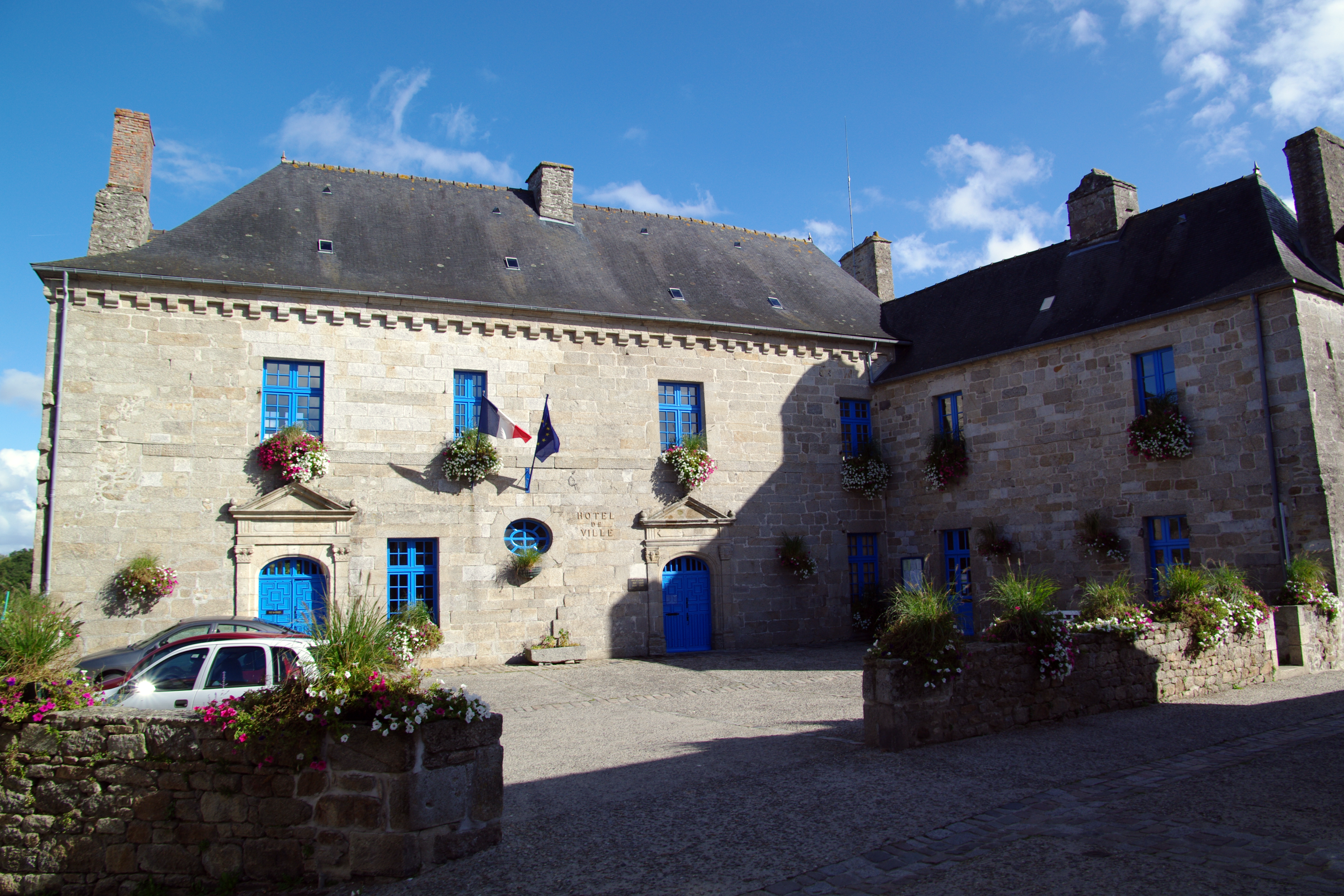
ケルジェギュ邸
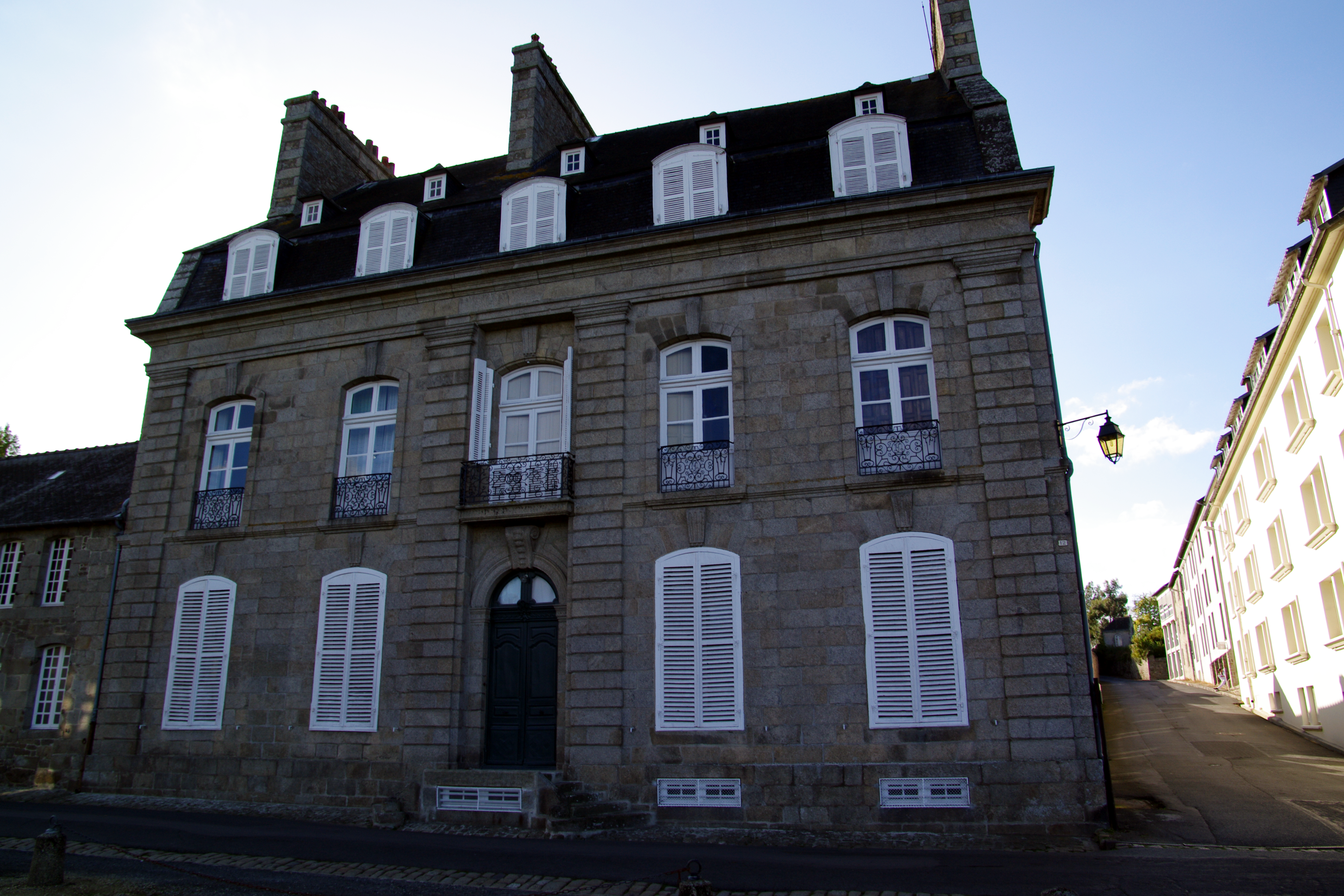
ヴェイエ・デュフレッシュ邸
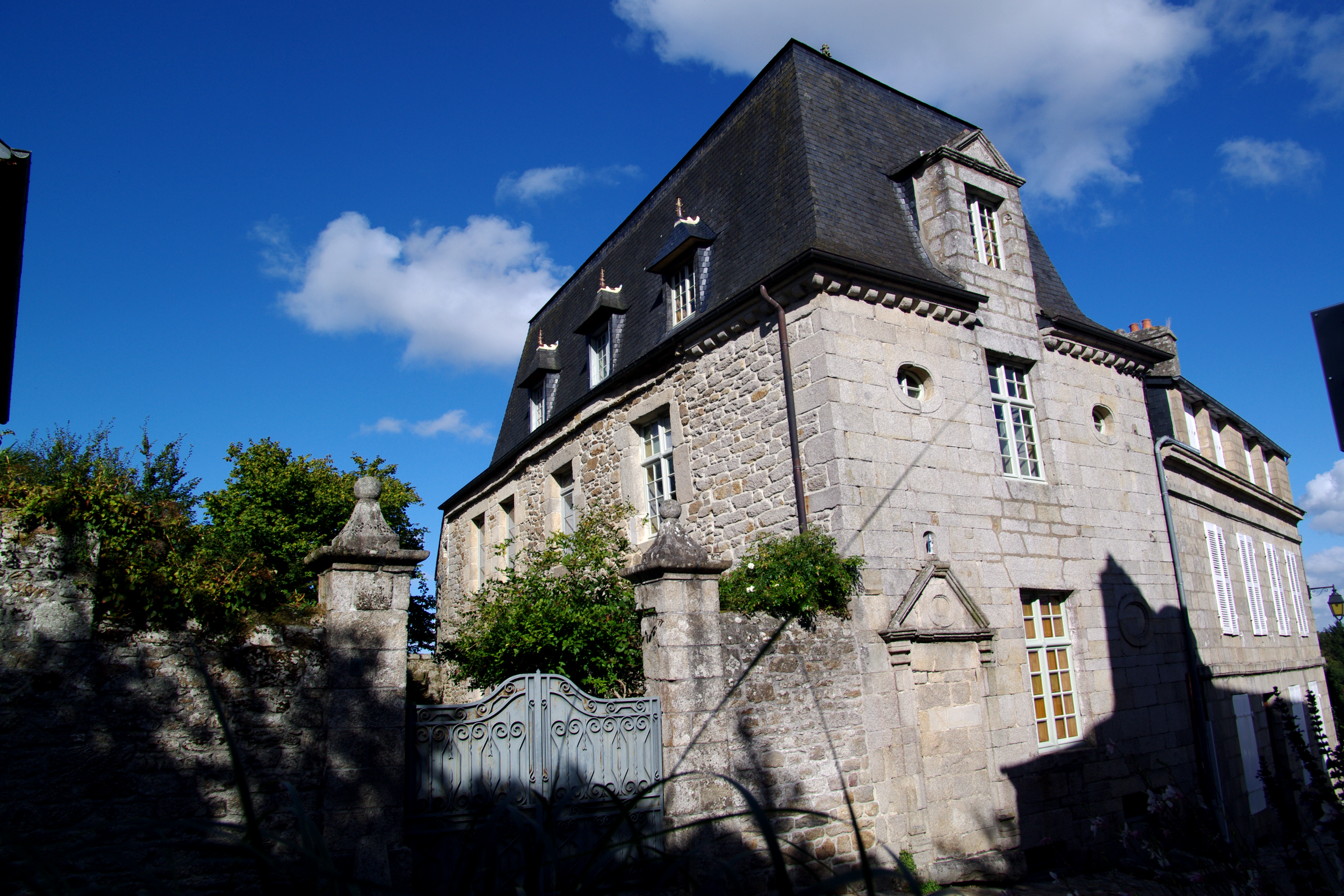
旧司祭館
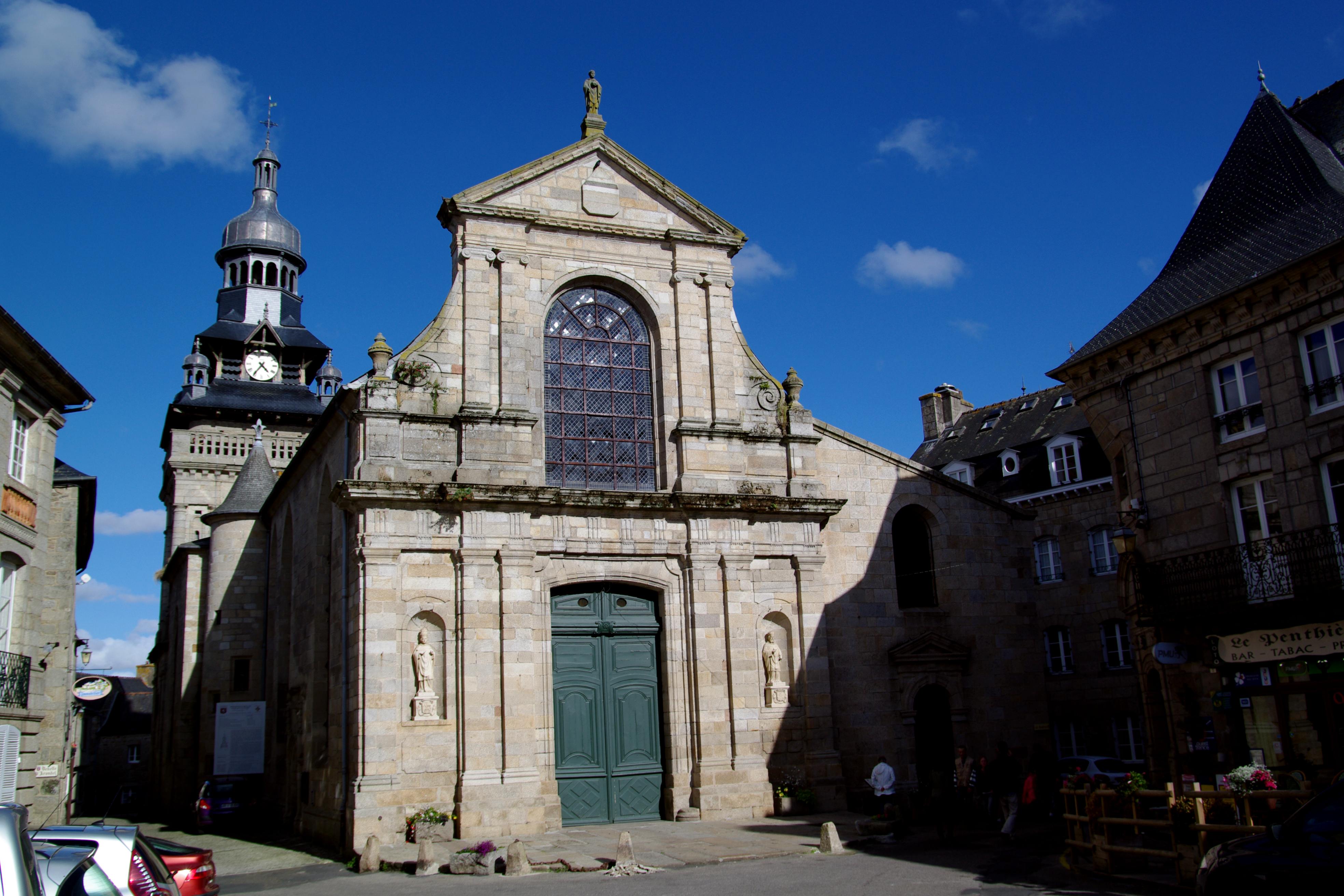
サン・マテュラン教会
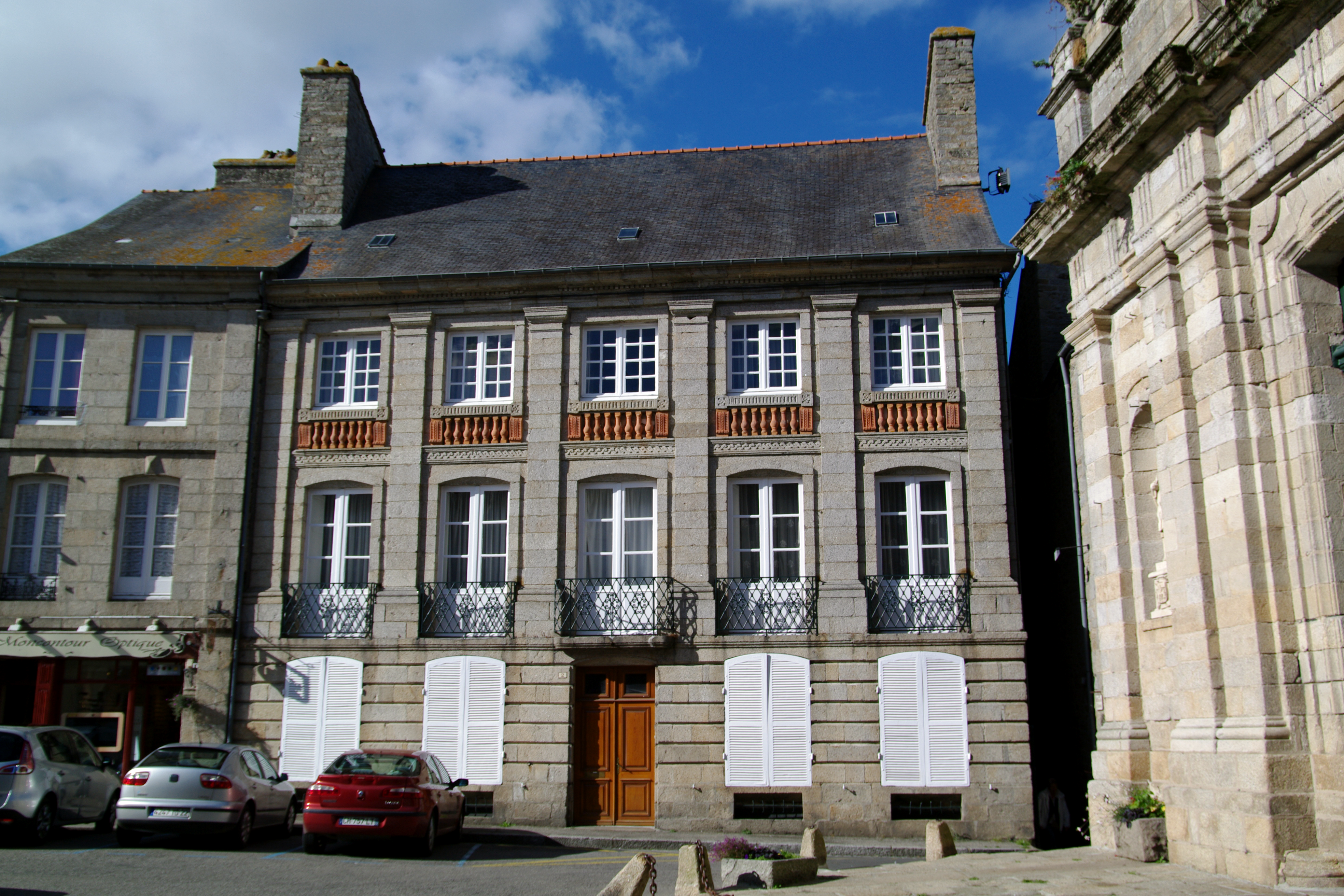
クレジウー邸
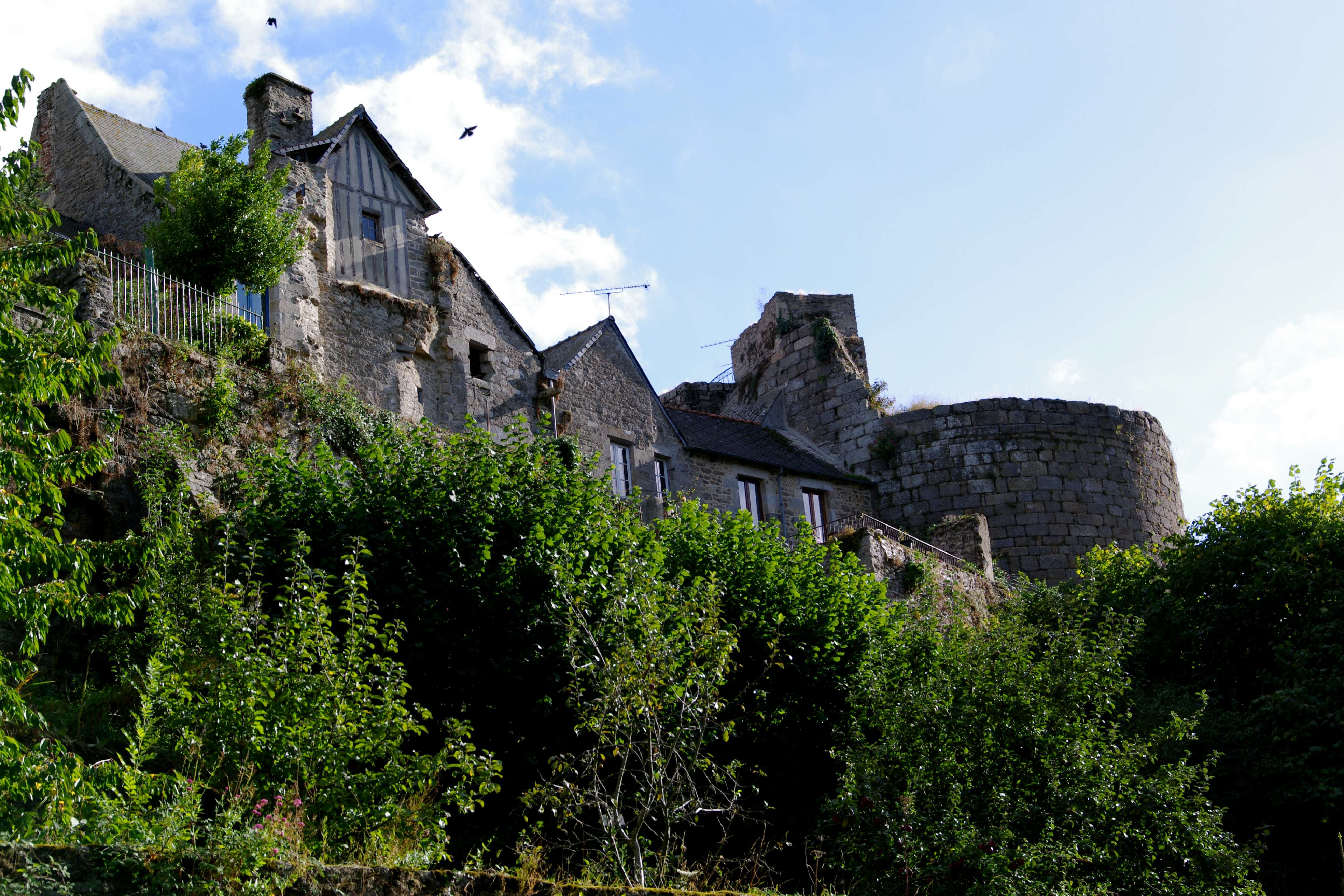
モニェの塔

## ゆかりの人物
- エミール・アモニック（fr） - 金物店の子としてモンコントゥールで誕生。写真家、画家。ブルトン民族主義政党のブルトン地域主義同盟（fr）の党員であった。